# Mrčajevci
Mrčajevci (en serbe cyrillique : Мрчајевци) est une localité de Serbie située sur le territoire de la Ville de Čačak, district de Moravica. Au recensement de 2011, elle comptait 2 761 habitants.
Mrčajevci, officiellement classé parmi les villages de Serbie, est situé sur la route européenne E761 entre Čačak et Kraljevo.
Le musicien Miroslav Ilić est né à Mrčajevci.

## Démographie

### Évolution historique de la population
| 1948  | 1953  | 1961  | 1971  | 1981  | 1991  | 2002  | 2011  |
| ----- | ----- | ----- | ----- | ----- | ----- | ----- | ----- |
| 2 777 | 2 858 | 2 941 | 3 092 | 2 968 | 2 711 | 2 676 | 2 761 |

|  |